# زينهو جانو
زينهو جانو (13 أكتوبر 1993 في بلجيكا - ) هو لاعب كرة قدم بلجيكي في مركز الهجوم في نادي الحزم السعودي. لعب مع فاسلاند بيفيرين وموسكرون بيروفيلز ونادي كلوب بروج ولوميل يونايتد.

## روابط خارجية
- زينهو جانو على موقع الاتحاد البلجيكي (الإنجليزية)
- زينهو جانو على موقع قاعدة بيانات كرة القدم.إي يو (الإنجليزية)
- زينهو جانو على موقع ناشيونال فوتبول تيمز (الإنجليزية)
- زينهو جانو على موقع Soccerway.com (الإنجليزية)